# Tungvikt i fristil i brottning vid olympiska sommarspelen 2000
Herrarnas brottningsturnering i fristil i viktklassen tungvikt vid olympiska sommarspelen 2008 avgjordes den 28-30 september i Sydney i Sydney Convention and Exhibition Centre. 

## Medaljörer
| Klass    | Guld                         | Silver                       | Brons                       |
| Tungvikt | Sagid Murtazaljev · Ryssland | Islam Bajramukov · Kazakstan | Eldar Kurtanidze · Georgien |

## Resultat

### Förkortningar
- EF — Vinst genom förverkande, förloraren ej plancerad
- E2 — Båda brottarna diskvalificerade för brott mot reglerna
- EV — Diskvalifikation från samtliga tävlingar för brott mot reglerna
- EX — 3 varningar eller brott mot reglerna
- PA — Skada/uteblivande
- PO — Vinst efter poäng, förloraren utan teknik-poäng
- PP — Vinst efter poäng, förloraren med teknik-poäng
- SP — Teknisk överlägsenhet, 10 poängs skillnad, förloraren hade poäng
- ST — Teknisk överlägsenhet, 10 poängs skillnad, förloraren utan poäng
- TO — Vinst efter fall
- KP — Klassificeringspoäng
- TP — Tekniska poäng

### Utslagningsronder

#### Grupp 1
| Tävlande                   | Vunna | Förlorade | KP | TP |
| -------------------------- | ----- | --------- | -- | -- |
| Eldar Kurtanidze (GEO)     | 2     | 0         | 7  | 14 |
| Arawat Sabejew (GER)       | 1     | 1         | 4  | 6  |
| Ričardas Pauliukonis (LTU) | 0     | 2         | 2  | 2  |

| Röd                  | Blå                  | KP     | TP   |
| -------------------- | -------------------- | ------ | ---- |
| Ričardas Pauliukonis | Eldar Kurtanidze     | 1-4 SP | 1-11 |
| Arawat Sabejew       | Ričardas Pauliukonis | 3-1 PP | 5-1  |
| Eldar Kurtanidze     | Arawat Sabejew       | 3-1 PP | 3-1  |

#### Grupp 2
| Tävlande              | Vunna | Förlorade | KP | TP |
| --------------------- | ----- | --------- | -- | -- |
| Alireza Heidari (IRI) | 2     | 0         | 6  | 13 |
| Rolf Scherrer (SUI)   | 1     | 1         | 4  | 5  |
| Ahmet Doğu (TUR)      | 0     | 2         | 2  | 4  |

| Röd             | Blå             | KP     | TP  |
| --------------- | --------------- | ------ | --- |
| Alireza Heidari | Rolf Scherrer   | 3-1 PP | 7-1 |
| Ahmet Doğu      | Alireza Heidari | 1-3 PP | 1-6 |
| Rolf Scherrer   | Ahmet Doğu      | 3-1 PP | 4-3 |

#### Grupp 3
| Tävlande                | Vunna | Förlorade | KP | TP |
| ----------------------- | ----- | --------- | -- | -- |
| Sagid Murtazaljev (RUS) | 2     | 0         | 6  | 7  |
| Vadim Tasoyev (UKR)     | 1     | 1         | 3  | 5  |
| Melvin Douglas (USA)    | 0     | 2         | 2  | 2  |

| Röd               | Blå               | KP     | TP  |
| ----------------- | ----------------- | ------ | --- |
| Sagid Murtazaljev | Vadim Tasoyev     | 3-0 PO | 4-0 |
| Melvin Douglas    | Sagid Murtazaljev | 1-3 PP | 1-3 |
| Vadim Tasoyev     | Melvin Douglas    | 3-1 PP | 5-1 |

#### Grupp 4
| Tävlande                    | Vunna | Förlorade | KP | TP |
| --------------------------- | ----- | --------- | -- | -- |
| Aftandil Xanthopoulos (GRE) | 2     | 0         | 6  | 7  |
| George Torchinaya (NED)     | 1     | 1         | 4  | 14 |
| Victor Kodei (NGR)          | 0     | 2         | 2  | 4  |

| Röd                   | Blå                   | KP     | TP   |
| --------------------- | --------------------- | ------ | ---- |
| Aftandil Xanthopoulos | Victor Kodei          | 3-1 PP | 4-1  |
| George Torchinaya     | Aftandil Xanthopoulos | 0-3 PO | 0-3  |
| Victor Kodei          | George Torchinaya     | 1-4 SP | 3-14 |

#### Grupp 5
| Tävlande               | Vunna | Förlorade | KP | TP |
| ---------------------- | ----- | --------- | -- | -- |
| Islam Bajramukov (KAZ) | 1     | 1         | 3  | 3  |
| Davud Magomedov (AZE)  | 1     | 1         | 3  | 3  |
| Wilfredo Morales (CUB) | 1     | 1         | 3  | 2  |

| Röd              | Blå              | KP     | TP  |
| ---------------- | ---------------- | ------ | --- |
| Davud Magomedov  | Islam Bajramukov | 0-3 PO | 0-3 |
| Wilfredo Morales | Davud Magomedov  | 0-3 PO | 0-3 |
| Islam Bajramukov | Wilfredo Morales | 0-3 PO | 0-2 |

#### Grupp 6
| Tävlande                 | Vunna | Förlorade | KP | TP |
| ------------------------ | ----- | --------- | -- | -- |
| Marek Garmulewicz (POL)  | 3     | 0         | 9  | 9  |
| Aleksandr Shemarov (BLR) | 2     | 1         | 7  | 14 |
| Gabriel Szerda (AUS)     | 1     | 2         | 3  | 4  |
| Dean Schmeichel (CAN)    | 0     | 3         | 1  | 2  |

| Röd                | Blå               | KP     | TP  |
| ------------------ | ----------------- | ------ | --- |
| Aleksandr Shemarov | Gabriel Szerda    | 3-0 PO | 7-0 |
| Dean Schmeichel    | Marek Garmulewicz | 0-3 PO | 0-3 |
| Aleksandr Shemarov | Dean Schmeichel   | 3-0 PO | 5-0 |
| Gabriel Szerda     | Marek Garmulewicz | 0-3 PO | 0-3 |
| Aleksandr Shemarov | Marek Garmulewicz | 1-3 PP | 2-3 |
| Gabriel Szerda     | Dean Schmeichel   | 3-1 PP | 4-2 |

### Utslagningsträd
|  | Kvartsfinaler               | Kvartsfinaler           |                         |                         | Semifinaler            | Semifinaler |  |  | Final | Final |
|  |                             |                         |                         |                         |                        |             |  |  |       |       |
|  | 29 september                |                         |                         |                         |                        |             |  |  |       |       |
|  |                             |                         |                         |                         |                        |             |  |  |       |       |
|  | Eldar Kurtanidze (GEO)      | 1                       |                         |                         |                        |             |  |  |       |       |
|  | Eldar Kurtanidze (GEO)      | 1                       | 29 september            |                         |                        |             |  |  |       |       |
|  | Alireza Heidari (IRI)       | 0                       |                         |                         |                        |             |  |  |       |       |
|  | Alireza Heidari (IRI)       | 0                       | Eldar Kurtanidze (GEO)  | 1                       |                        |             |  |  |       |       |
|  |                             |                         | Eldar Kurtanidze (GEO)  | 1                       |                        |             |  |  |       |       |
|  |                             | Sagid Murtazaljev (RUS) | 3                       |                         |                        |             |  |  |       |       |
|  | Sagid Murtazaljev (RUS)     | Sagid Murtazaljev (RUS) | 3                       | 5                       |                        |             |  |  |       |       |
|  | Sagid Murtazaljev (RUS)     |                         | 30 september            | 5                       |                        |             |  |  |       |       |
|  | Aftandil Xanthopoulos (GRE) | 0                       |                         |                         |                        |             |  |  |       |       |
|  | Aftandil Xanthopoulos (GRE) | 0                       | Sagid Murtazaljev (RUS) | 6                       |                        |             |  |  |       |       |
|  |                             |                         | Sagid Murtazaljev (RUS) | 6                       |                        |             |  |  |       |       |
|  |                             | Islam Bajramukov (KAZ)  | 0                       |                         |                        |             |  |  |       |       |
|  | Islam Bajramukov (KAZ)      | Islam Bajramukov (KAZ)  | 0                       |                         |                        |             |  |  |       |       |
|  |                             |                         |                         |                         |                        |             |  |  |       |       |
|  | Bye                         |                         |                         |                         |                        |             |  |  |       |       |
|  | Islam Bajramukov (KAZ)      | 3                       | Bronsmatch              | Bronsmatch              |                        |             |  |  |       |       |
|  | Islam Bajramukov (KAZ)      | 3                       | Bronsmatch              | Bronsmatch              |                        |             |  |  |       |       |
|  |                             | Marek Garmulewicz (POL) | 0                       |                         |                        |             |  |  |       |       |
|  | Marek Garmulewicz (POL)     | Marek Garmulewicz (POL) | 0                       |                         | Eldar Kurtanidze (GEO) | 4           |  |  |       |       |
|  | Marek Garmulewicz (POL)     |                         |                         |                         | Eldar Kurtanidze (GEO) | 4           |  |  |       |       |
|  | Bye                         |                         |                         | Marek Garmulewicz (POL) | 1                      |             |  |  |       |       |
|  | Bye                         |                         |                         | Marek Garmulewicz (POL) | 1                      |             |  |  |       |       |
|  |                             |                         |                         |                         |                        |             |  |  |       |       |
|  |                             |                         |                         |                         |                        |             |  |  |       |       |